# Parc Catskill
Le parc Catskill – ou Catskill Park en anglais – est une aire protégée américaine située dans les comtés de Delaware, Greene, Sullivan et Ulster, dans l'État de New York. Elle protège les montagnes Catskill.